# Rafaela Requesens
Rafaela Requesens (nascida em 12 de junho de 1992) é a atual Presidente da Federação dos Centros Estudantis da Universidade Central da Venezuela (FCU-UCV), uma organizadora de protestos estudantis na Venezuela e uma ativista no país. Ela foi uma figura proeminente dos Protestos na Venezuela em 2017, junto com seu irmão, Juan Requesens, e desde então tornou-se uma proeminente ativista da democracia.